# Prudhoe Bay

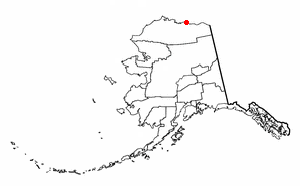
Localisation de Prudhoe Bay en Alaska.

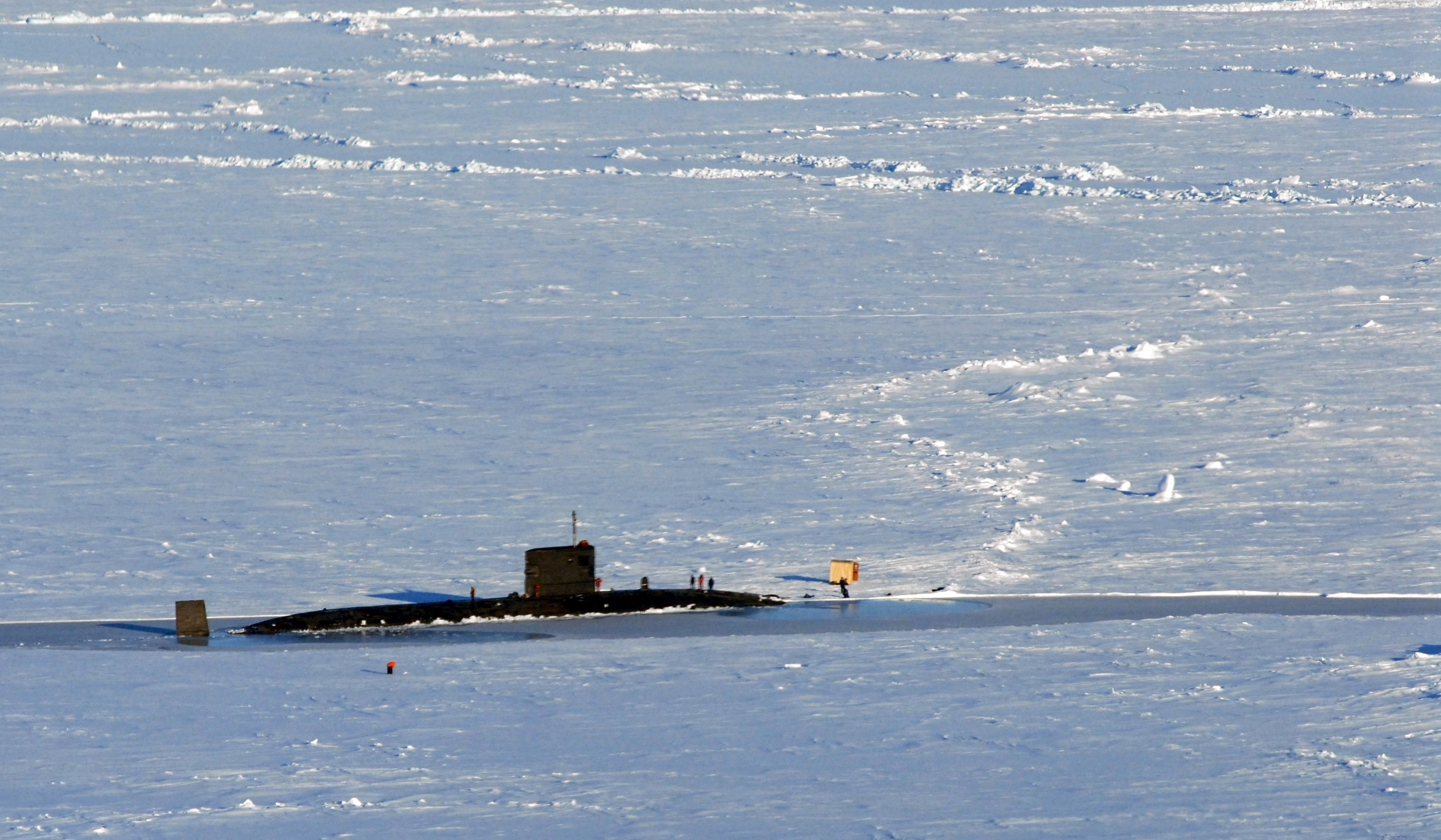
HMS Tireless à Prudhoe Bay.

Prudhoe Bay est un census-designated place (lieu-dit) du borough de North Slope, dans l'État de l'Alaska, aux États-Unis. Il abrite un gisement pétrolier géant.

## Géographie
Prudhoe Bay est situé sur la côte nord de l'Alaska, au-dessus du cercle polaire arctique.
Prudhoe Bay est accessible par la route, la James W. Dalton Highway, plus couramment nommée Dalton Highway (Alaska Route 11), qui est une piste de 666 kilomètres. Elle débute près de Livengood, au nord de Fairbanks, et se termine à Deadhorse près de l'océan Arctique. Habituellement, cette route est ouverte toute l'année, mais le blizzard peut former des congères. De plus, le froid intense de l'hiver peut rendre ce voyage périlleux, même en voiture.

## Démographie
| 1970 | 1980 | 1990 | 2000 | 2010  | - |
| ---- | ---- | ---- | ---- | ----- | - |
| 49   | 50   | 47   | 5    | 2 174 | - |